# 德昌西站
德昌西站是成昆铁路新建复线上的车站，位于中华人民共和国四川省凉山彝族自治州德昌县。德昌西站站房总占地6000平方米，其中候车室面积3000平方米，能容纳800人左右候车。站场规模2台4线。